# Валтецион
Валте́цион (греч. Βαλτέτσιον), также Валте́ци (Βαλτέτσι) — горная деревня в Греции, на Пелопоннесе, в Аркадии. Расположена на южном склоне гор Меналон (1980 м), к юго-западу от города Триполис. Административно относится к общине Триполис в периферии Пелопоннес. Площадь 32,281 км². Население 75 человек по переписи 2011 года.

## История
В ходе Греческой революции 24 апреля 1821 года здесь греки дали отпор турецкому отряду, выступившему из Триполиса. 12 (24) мая маниоты и местные греки под руководством Теодороса Колокотрониса одержали первую крупную победу во втором сражении при Валтеци, что позволило взять под эффективный контроль почти половину Пелопоннеса. 23 сентября (8 октября) войска Колокотрониса овладели Триполисом — центром турецкой администрации в Пелопоннесе. На площади Валтециона установлены статуи Колокотрониса и Никитараса.
После создания Греческого королевства, в 1835 году (ΦΕΚ 16Α) создана община Валтецион (Δήμος Βαλτετσίου), упразднённая в 1912 году (ΦΕΚ 252Α), воссозданная в 1997 году по Плану «Каподистрия» (ΦΕΚ 244Α) и упразднённая по Программе «Калликратис» (ΦΕΚ 87Α).
В годы оккупации Греции странами «оси» Валтецион находился в итальянской зоне оккупации. После подписания перемирия между Италией и Союзниками оккупирован немцами. 15 июня 1944 года состоялся бой между соединением под командованием Ариса Велухиотиса 3-й дивизии партизанской армии ЭЛАС, которая была военной составляющей широкого освободительного фронта ЭАМ, и коллаборационистским батальоном безопасности. В ожесточенном бою батальон безопасности потерял 200 человек убитыми. Потери ЭЛАС составили 20 бойцов; среди убитых был капитан артиллерии начальник оперативного отдела 8-й бригады Яннис Панделакис (Ιωάννης Παντελάκης). После победы партизаны ЭЛАС организовали трибуналы и расстрелы коллаборационистов, вернули скот владельцам, а также и согласно последующим жалобам коллаборационистов разграбили их дома.

## Население
| Год  | Население, человек |
| ---- | ------------------ |
| 1991 | 119                |
| 2001 | 135                |
| 2011 | ↘ 75               |